# Condado de Juneau
El condado de Juneau (en inglés: Juneau County, Wisconsin), fundado en 1858, es uno de los 72 condados del estado estadounidense de Wisconsin. En el año 2000, el condado tenía una población de 24.316 habitantes y una densidad poblacional de 12 personas por km². La sede del condado es Mauston.

## Geografía
Según la Oficina del Censo, el condado tiene un área total de 2083 km² (804,2 mi²), de la cual 1988 km² (767,6 mi²) es tierra y 95 km² (36,7 mi²) es agua.

### Condados adyacentes
- Condado de Wood norte
- Condado de Adams este
- Condado de Columbia sureste
- Condado de Sauk sur
- Condado de Vernon suroeste
- Condado de Monroe oeste
- Condado de Jackson noroeste

## Demografía
| 1900   | 1910   | 1920   | 1930   | 1940   | 1950   | 1960   | 1970   | 1980   | 1990   | 2000   |
| ------ | ------ | ------ | ------ | ------ | ------ | ------ | ------ | ------ | ------ | ------ |
| 20.629 | 19.569 | 19.209 | 17.264 | 18.708 | 18.930 | 17.490 | 18.455 | 21.039 | 21.650 | 24.316 |

## Localidades

### Ciudades y pueblos

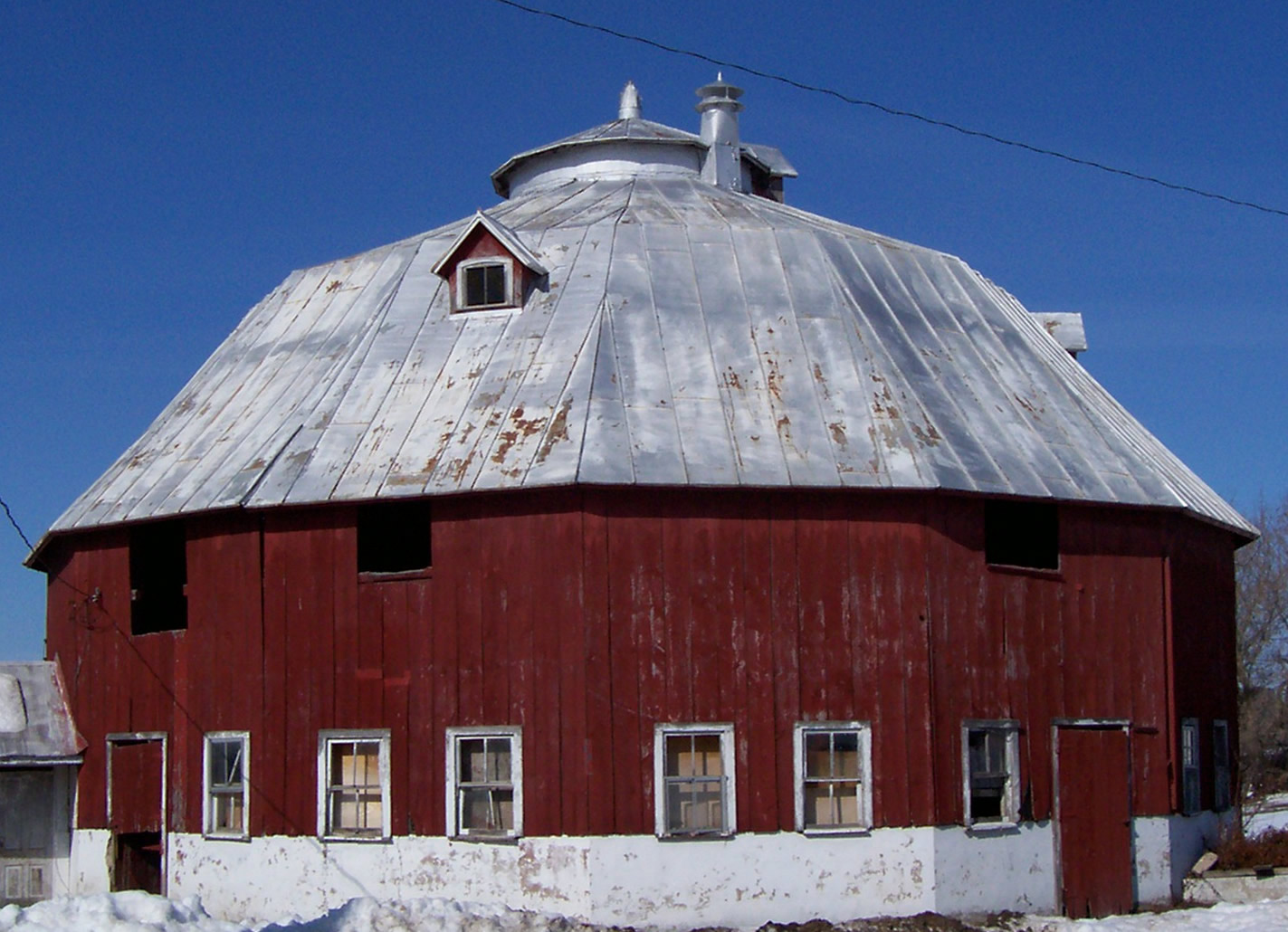
10 sur granero unilateral de Mauston

- Armenia
- Camp Douglas
- Clearfield
- Cutler
- Elroy
- Finley
- Fountain
- Germantown
- Hustler
- Kildare
- Kingston
- Lemonweir
- Lindina
- Lisbon
- Lyndon Station
- Lyndon
- Marion
- Mauston
- Necedah
- Necedah
- New Lisbon
- Orange
- Plymouth
- Seven Mile Creek
- Summit
- Union Center
- Wisconsin Dells (parcial)
- Wonewoc
- Wonewoc

### Áreas no incorporadas
- Mather

### Principales carreteras
- Interestatal 90
- Interesttal 94
- U.S. Highway 12
- Carretera 21
- Carretera 16
- Carretera 71
- Carretera 33
- Carretera 58
- Carretera 80
- Carretera 82
- Carretera 173